# Chalfont
Chalfont è un comune degli Stati Uniti d'America, nella contea di Bucks nello Stato della Pennsylvania. Secondo il censimento del 2010 la popolazione è di 4.009 abitanti.

## Società

### Evoluzione demografica
La composizione etnica vede una maggioranza di quella bianca (94,1%), seguita dagli asiatici (3,0-%) dati del 2010.
| borough di Chalfont Popolazione |       |
| 2000                            | 3.900 |
| 2010                            | 4.009 |